# رودینا (استان بورگاس)
رودینا (به بلغاری: Rudina) یک منطقهٔ مسکونی در بلغارستان است که در Ruen واقع شده‌است.